# Catacombe di Generosa
La catacomba di Generosa è una catacomba di Roma, posta in via delle Catacombe di Generosa, nei pressi di un'importante ansa del fiume Tevere sulla riva destra, nel suburbio Portuense.

## Toponimo
Il nome della catacomba, come per la maggior parte delle catacombe romane, deriva dal nome della fondatrice o della donatrice del terreno in cui sorse il complesso cimiteriale ipogeo. Esso era conosciuto anche col suffisso “ad sextum Philippi” (o “super Philippi”), nome con cui era denominato nell'antichità il territorio in cui ora si trova la catacomba: esso indicava il sesto miglio dell'antica via Campana. Filippo può fare riferimento ad un ricco possidente terriero della zona in questione.

## Topografia
La catacomba di Generosa fa parte di un complesso archeologico, ricco di testimonianze non solo cristiane, ma soprattutto pagane. Nel sopraterra infatti è stato individuato un recinto sacro (chiamato il boschetto sacro alla Magliana), comprendente l'antico collegio pagano dei fratres Arvales, associazione sacerdotale pagana, le cui origini risalgono all'epoca repubblicana romana, dedicata al culto della dea Dia, il cui tempio è stato individuato nello stesso recinto: gli Arvali registravano la loro vita religiosa e cultuale (gli Acta fratrium Arvalium) in tavole marmoree, molte delle quali sono giunte fino ai nostri tempi, grazie al loro riutilizzo come lastre di pavimentazione della basilica di Generosa.
La catacomba è posta all'interno di una collina, e si sviluppa su un solo livello. L'antico ingresso della catacomba, come per altre catacombe romane, era chiuso da una basilica, fatta costruire da Damaso nella seconda metà del IV secolo, i cui resti sono stati individuati da Giovanni Battista de Rossi nell'Ottocento. Nell'abside una fenestella confessionis permetteva di vedere il principale luogo di culto martiriale, mentre una porta laterale dava accesso alla catacomba.
L'attuale ingresso alla catacomba è di recente costruzione, ed è costituito da una piccola struttura in mattoni chiusa da una porta di ferro.

## Storia
La catacomba nacque, secondo la tradizione, per la sepoltura dei martiri Simplicio e Faustino, uccisi nel 303 durante l'impero di Diocleziano. Il cimitero ipogeo fu utilizzato per lo più per la sepoltura dei contadini della zona circostante, e dunque rivela uno stile sobrio e povero. Verso il 382 papa Damaso fece costruire la basilica semipogea e la catacomba smise di essere un cimitero e divenne un luogo di culto dei martiri ivi sepolti. Nel 682 papa Leone II fece traslare le reliquie dei martiri di Generosa nella chiesa di Santa Bibiana all'Esquilino: la catacomba fu così progressivamente abbandonata e la sua ubicazione cadde nell'oblio.
La scoperta, nell'Ottocento, di iscrizioni marmoree suscitò l'interesse dell'archeologo Giovanni de Rossi, che nel 1868 scoprì i resti della basilica e poco dopo la catacomba di Generosa. Lavori di restauro della catacomba furono effettuati negli anni trenta del Novecento da Enrico Josi. Ulteriori campagne di scavo furono eseguite dalla Ecole Française di Roma tra il 1980 ed il 1986, che hanno permesso di stabilire l'esatta dimensione della basilica del sopraterra, che era a tre navate suddivise da pilastri.

## I martiri di Generosa
Sono quattro i martiri ricordati nella catacomba di Generosa, oggi comunemente chiamati i santi martiri portuensi: Simplicio, Faustino, Viatrice (o Beatrice) e Rufiniano. Di quest'ultimo martire non si conosce assolutamente nulla. La passio altomedievale racconta che i primi a morire furono i fratelli Simplicio e Faustino, uccisi e gettati nel Tevere all'altezza dell'isola Tiberina; la corrente avrebbe trasportato i loro corpi fino all'ansa del Tevere "iuxta locum qui appellatur sextus Philippi" e qui si sarebbero arenati; raccolti dalla sorella Viatrice, furono deposti nella catacomba di Generosa. Qualche tempo dopo anche Beatrice subì il martirio e fu deposta accanto ai suoi fratelli.

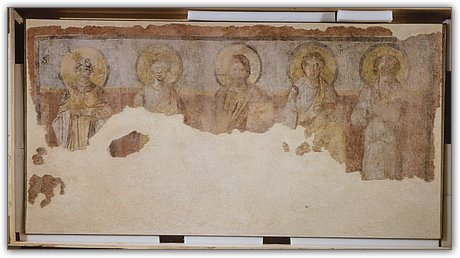
La Coronatio martyrum

## Descrizione
Il luogo artisticamente più importante di tutta la catacomba è la cripta martiriale, sita alle spalle dell'abside della basilica esterna. In essa era conservato un affresco dalle caratteristiche bizantine, denominato Coronatio Martyrum, risalente al VI secolo. In esso sono raffigurati cinque personaggi: la figura centrale è quella di Cristo, che porge la corona del martirio a Simplicio, affiancato da Viatrice; a sinistra di Cristo, le figure di Faustino, con la palma del martirio in mano, e di Rufiniano. L'affresco subì gravi danni quando Giovanni Battista de Rossi, nell'Ottocento, cercò di staccarlo; subì nuovi deterioramenti quando fu trasportato su tela; è stato restaurato nel 1983.